# Kian Lawley
Kian Robert Lawley (Sioux City, Iowa, 2 de setembro de 1995) é um youtuber e ator norte-americano.

## Biografia
Descendente de poloneses, irlandeses e alemães, Lawley possui quatro irmãos: Isabelle, Rio, Cole e Tabatha. Ele fez parte do supergrupo Our2ndLife, junto com Jc Caylen, Ricky Dillon, Sam Pottorff, Trevor Moran e Connor Franta. Após a separação do grupo, em dezembro de 2014, ele e Jc Caylen lançaram um canal colaborativo chamado KianAndJc, em julho de 2014.
Em 2015, Lawley estrelou como Cameron em seu primeiro filme, The Chosen. No mesmo ano, ele ganhou o prêmio Teen Choice. Em 2016, ele co-estrelou com Bella Thorne na comédia Shovel Buddies. Lawley também participou da comédia Boo! A Madea Halloween.
Em janeiro de 2017, Lawley participou do show H8TERS. Também naquele ano, ele apareceu ao lado de Zoey Deutch, Halston Sage e Logan Miller no filme Before I Fall.

## Filmografia

### Filmes
| Ano  | Título                 | Personagem  |
| ---- | ---------------------- | ----------- |
| 2015 | The Chosen             | Cameron     |
| 2016 | Shovel Buddies         | Dan         |
| 2016 | Boo! A Madea Halloween | Bean Boy    |
| 2017 | Before I Fall          | Rob Cockran |

### Televisão
| Ano  | Título      | Personagem          | Nota(s)                      |
| ---- | ----------- | ------------------- | ---------------------------- |
| 2014 | "Teen Wolf" | Personagem sem nome | 14° episódio da 3ª temporada |
| 2017 | H8TERS      | Kian Lawley, Frank  |                              |
| 2017 | Zac and Mia | Zac                 |                              |

## Prêmios e indicações
| Ano  | Prêmios             | Categoria           | Resultado |
| ---- | ------------------- | ------------------- | --------- |
| 2015 | Prémios Teen Choice | Kelp YouTuber       | Venceu    |
| 2016 | Prémios Teen Choice | Choice YouTuber     | Indicado  |
| 2016 | Streamy Awards      | Entretimento do ano | Venceu    |